# Hohenbrunn
Hohenbrunn ist eine Gemeinde im oberbayerischen Landkreis München.

## Geographie

### Lage

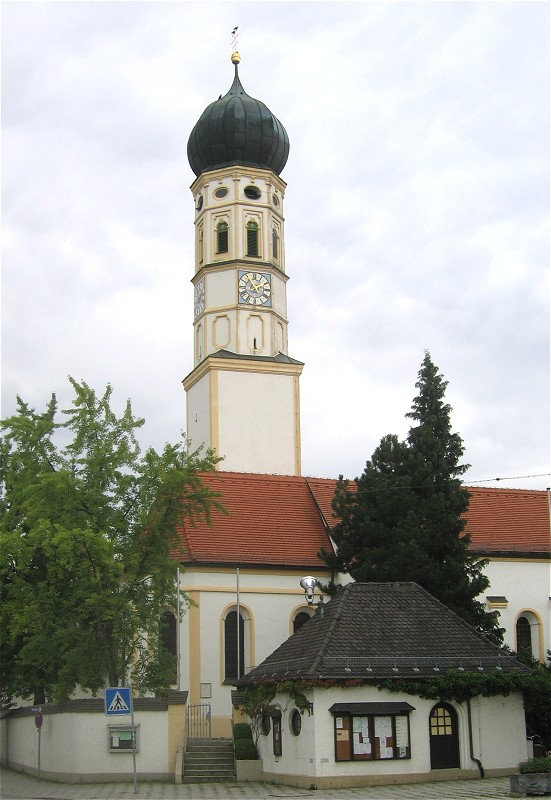
Katholische Pfarrkirche St. Stephanus

Die Gemeinde liegt im Südosten Münchens, in der Nähe des Autobahnkreuzes München-Süd.
Es besteht eine S-Bahn-Verbindung nach München (S5, Bahnstrecke München-Giesing–Kreuzstraße).
Der Ort Hohenbrunn ist vom Münchener Zentrum etwa 14 km entfernt und allseitig von Wäldern umgeben. Der nordwestlich gelegene Ortsteil Riemerling ist durch Felder, Wald und die Autobahn A 99 von Hohenbrunn getrennt und schließt nahtlos an Ottobrunn und damit an das Stadtgebiet von München an. Eineinhalb Kilometer südlich von Hohenbrunn befindet sich der Ortsteil Luitpoldsiedlung. Nordöstlich im Wald, nahe Putzbrunn, befindet sich die kleine Ansiedlung Siedlung am Grasbrunner Weg, südöstlich das Gewerbegebiet Industriesiedlung Wächterhof. Der eigentliche Ort Wächterhof und der bei der Luitpoldsiedlung gelegene Bahnhof Wächterhof der S5 befinden sich bereits in der Nachbargemeinde Höhenkirchen-Siegertsbrunn.
Ursprünglich war Hohenbrunn ein Bauerndorf. Heute sind nur noch wenige landwirtschaftliche Anwesen vorhanden. Der Hauptort unterscheidet sich stark vom Gemeindeteil Riemerling, wo ein Gartenstadt-Charakter erhalten blieb.
Der hohe Siedlungsdruck im Raum München, besonders die verkehrsgünstige Lage sowohl zur Stadt als auch in die Erholungsregionen der (Vor-)Alpen, hat hier bleibende Veränderungen bewirkt.

### Gemeindegliederung
Für die Gemeinde sind zwei Gemeindeteile ausgewiesen, die auch durch Postleitzahl und Vorwahl getrennt sind:
1. Hohenbrunn (Postleitzahl 85662, Vorwahl 08102)
2. Riemerling (Postleitzahl 85521, Vorwahl 089)

Weitere Ansiedlungen sind die Luitpoldsiedlung, die Siedlung am Grasbrunner Weg, Wächterhof und die Siedlung beim ehemaligen Munitionsdepot (Munitionsanstalt), kurz „Muna“.

### Natur
Folgendes Schutzgebiet berührt das Gemeindegebiet:
- Landschaftsschutzgebiet LSG Hofoldinger und Höhenkirchner Forst (LSG-00198.01)

## Geschichte
Funde weisen auf eine erste Besiedlung um 2000 v. Chr. hin. Die erste schriftliche Erwähnung Hohenbrunns („Prunnum“) findet am 8. Januar 814 in einer Traditionsurkunde des Hochstifts Freising statt. Erste erhaltene schriftliche Hinweise auf Hohenbrunn („Prunn“) durch Herzog Tassilo III. von Bayern im Jahr 780 können nicht eindeutig auf Hohenbrunn zurückgeführt werden. 814 gilt somit auch als das Gründungsjahr des Ortes Hohenbrunn.

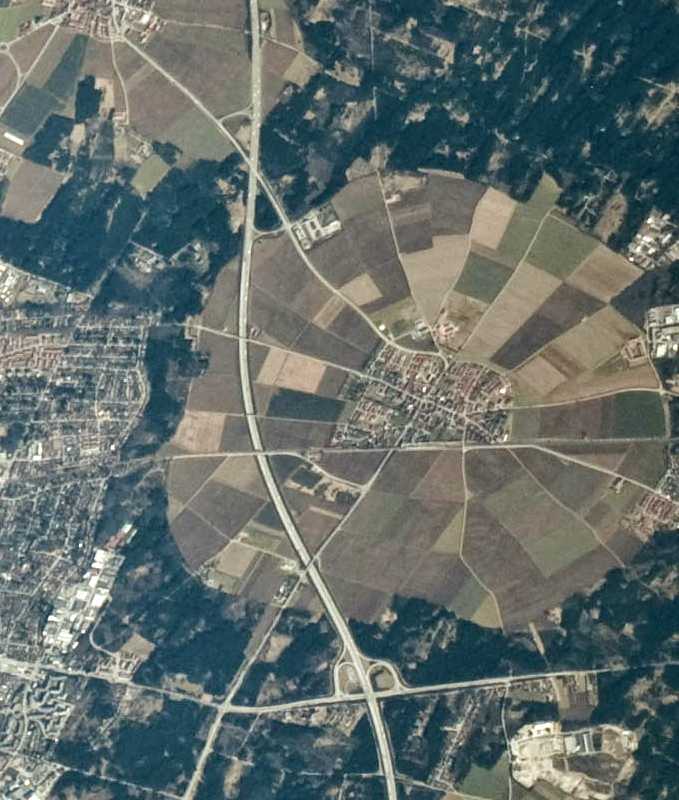
Blick von der ISS. Nordosten ist oben

Der fast kreisrunde Waldausschnitt, in dem Hohenbrunn liegt, wird oft für eine reine Rodungsinsel gehalten. Es gilt jedoch mittlerweile als gesichert, dass diese Form durch spätere Aufforstung entstand. Viele noch heute im Wald zwischen Riemerling und Hohenbrunn sichtbare Hochäcker oder Wölbäcker bestätigen die frühere Nutzung des heutigen Waldes als zusätzliche Ackerfläche.

### Namensherkunft
Hohenbrunn wurde ursprünglich Prunnum, Prunnen, Prunn oder ähnlich genannt. Da es auf der Münchner Schotterebene zwischen Hachinger Bach und Kasten- bzw. Steinsee kein fließendes oder Oberflächenwasser gab, musste von den ersten Siedlern ein tiefer Brunnen gegraben werden. Der Bau eines Brunnens zur Wasserförderung war ein großer Kraftakt, da sehr tief – bis zu 20 m – gegraben werden musste. Die daraus entstehende Siedlung „Brunnen“ zu nennen, ergab sich fast zwangsläufig, vgl. Brunnthal, Grasbrunn, Putzbrunn und Siegertsbrunn.
Der Ortsname Hohenbrunn wird um 1100 zum ersten Mal in einem Urbar des Klosters Scheyern erwähnt.

### Geschichtliche Entwicklung
Hohenbrunn gehörte zum Rentamt München. Mit dem Gemeindeedikt von 1818 entstand die heutige Gemeinde.

#### Heeresmunitionsanstalt (MUNA) 1938
Mit einer Anzahl von etwa 780 Personen gehörte die Heeresmunitionsanstalt Hohenbrunn zu den größten Lagern für ausländische (männliche und weibliche) Zwangsarbeiter im Landkreis München. Etwas weniger als die Hälfte von ihnen waren sogenannte „Ostarbeiter“ aus den von den deutschen Truppen besetzten Ostgebieten, vor allem aus dem Gebiet der heutigen Ukraine.
1945 marschierte die US Army in Hohenbrunn ein und besetzte auch die Heeresmunitionsanstalt.
Schon 1958 zog die neu aufgestellte Bundeswehr in Teilbereiche der ehem. Heeresmunitionsanstalt ein. Mit dem Außerdienststellungsappell Anfang Mai 2007 endete die Ära des Munitionsdepots.

### Einwohnerentwicklung
Zwischen 1988 und 2018 wuchs die Gemeinde von 6323 auf 8823 um 2500 Einwohner bzw. um 39,5 %.

## Politik
Erster Bürgermeister ist Stefan Straßmair, CSU (seit 1. November 2006). Der promovierte Jurist (Jahrgang 1971) wurde am 7. Oktober 2012 und 29. März 2020 wiedergewählt. Zweite Bürgermeisterin ist seit 2020 Anke Lunemann, Bündnis 90/Die Grünen ; dritte Bürgermeisterin seit 8. Mai 2014 Regina Wenzel, SPD.
Einzig lebender Altbürgermeister ist Franz Zannoth, parteilos (1994–2006).
Der Gemeinderat Hohenbrunn besteht aus zwanzig Mitgliedern. Die CSU-Fraktion hat sieben Sitze, Grüne fünf, die SPD zwei, die ÜWG-FW fünf und die FDP einen Sitz.

## Ehrenbürger und Inhaber der Bürgermedaille
2011 wurde Leonhard Sigl sen. anlässlich der 150-Jahr-Feier der Feuerwehr Hohenbrunn zum Ehrenbürger der Gemeinde ernannt. Sigl (Jahrgang 1930) war langjähriges Gemeinderatsmitglied sowie in der Pfarrei Hohenbrunn und im Dekanat Ottobrunn tätig. Außerdem war er jahrzehntelang Vorsitzender der Freiwilligen Feuerwehr Hohenbrunn. Er ist Ehrenkreisbrandmeister im Landkreis München.
Inhaber der Bürgermedaille (maximal dürfen es zehn lebende Personen sein) ist Leonhard Sigl sen. (2002).

## Wappen
| Wappen von Hohenbrunn | Blasonierung: „In Silber ein blauer Wellenbalken; oben ein zweiblätteriger grüner Eichenzweig mit aufrechter goldener Eichel, unten ein schwarzer Baumstumpf.“ |
| Wappen von Hohenbrunn | Wappenbegründung: Die Symbole des Wappens illustrieren den Namen und die Entstehungsgeschichte der Gemeinde. Hohenbrunn ist schon 814 als ad Prunnun (bei den Brunnen, Quellen) erstmals historisch nachweisbar. Der Wellenbalken steht für Wasser und symbolisiert das Ortsnamensgrundwort „-brunn“. Der Baumstumpf verweist darauf, dass es sich um eine typische Rodungsinsel im ausgedehnten Waldgebiet südöstlich von München handelt. Der Eichenzweig versinnbildlicht den unter Landschaftsschutz stehenden Eichenwald im Umkreis von Hohenbrunn. In der Tingierung werden die bayerischen Landesfarben Silber und Blau aufgenommen. Dieses Wappen wird seit 1953 geführt. Entworfen hat das Wappen der damalige Bürgermeister und Künstler Carl Steinmeier. |

## Verkehr

### S-Bahn

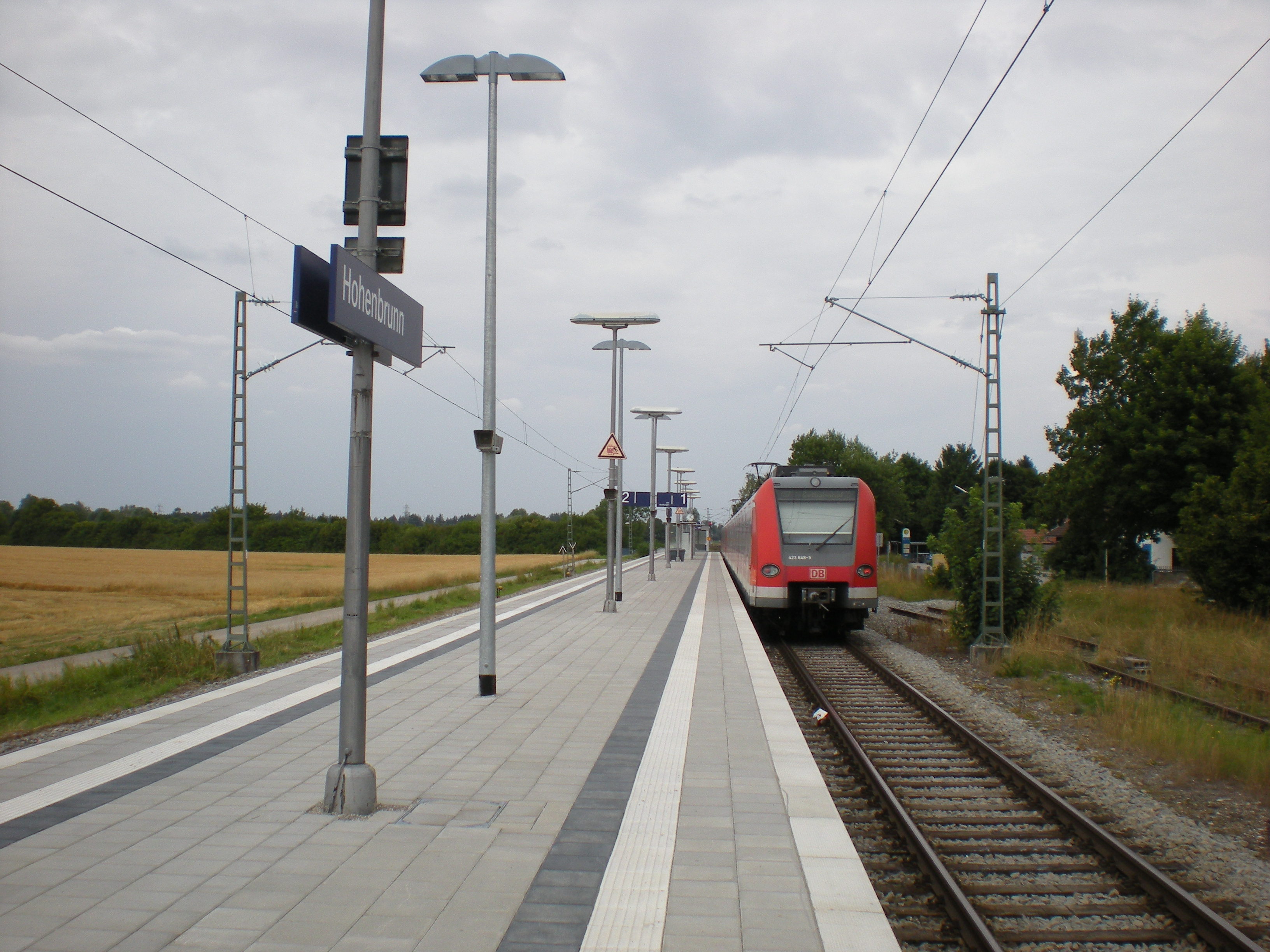
Bahnhof Hohenbrunn mit S5 zum Ostbahnhof

Durch Hohenbrunn verläuft die Bahnstrecke München-Giesing–Kreuzstraße, an der sich der zweigleisige Bahnhof Hohenbrunn befindet. Dieser wird im 20-Minuten-Takt durch die Münchner S-Bahnlinie S5 von Kreuzstraße nach Pasing bedient.
| Linie | Linienverlauf |
| ----- | --- |
| S5    | Kreuzstraße – Großhelfendorf – Peiß – Aying – Dürrnhaar – Höhenkirchen-Siegertsbrunn – Wächterhof – Hohenbrunn – Ottobrunn – Neubiberg – Neuperlach Süd – Perlach – Giesing – St.-Martin-Straße – Ostbahnhof – Rosenheimer Platz – Isartor – Marienplatz – Karlsplatz (Stachus) – Hauptbahnhof – Hackerbrücke – Donnersbergerbrücke – Hirschgarten – Laim – Pasing (– Westkreuz – Neuaubing – Freiham – Harthaus – Germering-Unterpfaffenhofen – Geisenbrunn – Gilching-Argelsried – Neugilching – Weßling) |

### Bus
Hohenbrunn wird durch zwei Regionalbuslinien des MVV erschlossen.
| Linie | Linienverlauf                                                                         | Verkehrsunternehmen       |
| ----- | ------------------------------------------------------------------------------------- | ------------------------- |
| X203  | Furth (S) – Taufkirchen, Hugo-Junkers-Straße – Putzbrunn – Haar (S) – Heimstetten (S) | Geldhauser und Ettenhuber |
| 214   | Riemerling, Altenheim – Ottobrunn (S) – Hohenbrunn                                    | Ettenhuber                |

### Straßenverkehr
Hohenbrunn kämpft mit einem deutlich gestiegenem Verkehrsaufkommen. So fährt, bedingt durch das Gewerbegebiet bei der Muna, zusätzlicher LKW-Verkehr von der Siegertsbrunner Straße durch die Dorfstraße Richtung B 471. Der Gemeinderat berät seit Jahren über Umgehungsstraßen.

## Schulen
- Carl-Steinmeier-Mittelschule Riemerling
- Grundschule Riemerling-Hohenbrunn (mit Schulhäusern in Riemerling und Hohenbrunn)
- Montessori-Schule Hohenbrunn in Riemerling

## Kindertagesstätten
- Kinderwelt Hohenbrunn (Kindergarten und Kinderkrippe in Hohenbrunn)
- Kinderkrippe und Kindergarten am Waldpark (Riemerling-West)
- Kindergarten Haus des Kindes (Kindergarten und Hort Riemerling-Ost)
- Kinderhort Hortensia Riemerling (Arbeiterwohlfahrt, Kreisverband München-Land)
- Kinderhort Hohenbrunn (Arbeiterwohlfahrt, Kreisverband München-Land)
- Mittagsbetreuung (Arbeiterwohlfahrt, Kreisverband München)
- Deutschlands erster Waldhort (Träger: Kirche St. Magdalena)
- Waldkindergarten „Waldmeister“ (Arbeiterwohlfahrt, Kreisverband München-Land)

## Jugendarbeit
- Jugendtreff Hohenbrunn, Pframmerner Weg (Kreisjugendring München-Land)
- Jugendtreff Riemerling, Georg-Kerschensteiner-Straße (Kreisjugendring München-Land)
- Mobile Jugendarbeit

## Seniorenbetreuung
- Seniorenwohn- und Pflegezentrum „Lore Malsch“, Friedrich-Hofmann-Straße, Riemerling-Ost (Trägerschaft Diakoniewerk Hohenbrunn)
- Seniorenbegegnungsstätte der Kaiser-Stiftung, Riemerling-West (Trägerschaft Kreisverband München der Arbeiterwohlfahrt)

## Traditionsvereine

### Freiwillige Feuerwehr Hohenbrunn

Feuerwehrhaus Hohenbrunn

Die Freiwillige Feuerwehr Hohenbrunn kann ihre Geschichte bis in das Jahr 1861 zurückverfolgen und ist damit eine der ältesten Feuerwehren der Region. Im Jahr 2023 hatte die Feuerwehr 534 Einsätze. Die 1972 gegründete Jugendfeuerwehr Hohenbrunn gilt als Ursprung des Wettbewerbs der Jugendfeuerwehren auf Landkreisebene. Derzeit steht der technischen Feuerwehr ein Fuhrpark von acht Einsatzfahrzeugen zur Verfügung, bestehend aus einem Kommandowagen, einem Mehrzweckfahrzeug, einem Rüstwagen (dem einzigen im Kreisbrandmeisterabschnitt 4), einem Gerätewagen Logistik 2, einem Löschgruppenfahrzeug, einem Hilfeleistungslöschgruppenfahrzeug sowie einem Versorgungs-PKW. Seit Juni 2008 betreibt die Feuerwehr einen First Responder. Ein Pkw BMW X3 ist rund um die Uhr mit zwei Ehrenamtlichen besetzt, die zusätzlich zu Notarzteinsätzen von der Feuerwehreinsatzzentrale des Landkreises München alarmiert werden, um die Frist zum Eintreffen der Rettung zu verkürzen.
Die Aufgabe des Vereinsvorsitzenden hat seit 2014 Leonhard Sigl inne. Die technische Feuerwehr wird seit 2022 von Marco Neugebauer angeführt. 

### Pfeifenclub-Wanderfreunde und Stockschützen Hohenbrunn
Der „Pfeifenclub zur blauen Wolke“ wurde 1962 von sieben alteingesessenen Hohenbrunnern, allen voran Josef Berger, gegründet. Der damalige Name entstand, da jedes Mitglied eine lange Tabakpfeife wie zur Großvaters Zeiten rauchte. Der Name wandelte sich im Laufe der Zeit um zu „Pfeifenclub-Wanderfreunde und Stockschützen“. Die Vorstände im Laufe der Zeit waren nach Josef Berger Hermann Schulz, Georg Braun, Hans-Werner Beyfuß und aktuell Andreas Schlick. Heutzutage ist der Verein als aktiver Wanderverein für Jung und Alt bekannt.

### Burschenverein Hohenbrunn
Als Katholischer Burschenverein wurde dieser bereits am 8. Dezember 1911 zusammen mit Pfarrer Johann Wenk und dem Gründungsvorsitzenden Josef Berger ins Leben gerufen. Noch im selben Jahr beschaffte der Verein eine Fahne mit abgebildetem Pflug, Handrechen und Dreschel.

### Krieger- und Soldatenkameradschaft Hohenbrunn
Die Krieger- und Soldatenkameradschaft Hohenbrunn wurde am 21. Januar 1925 gegründet. 47 Mitglieder standen bei der Gründung im Mitgliederverzeichnis. Im gleichen Jahr wurde am 15. August die Vereinsfahne eingeweiht. Seine Selbstständigkeit verlor der Verein am 1. Januar 1933; er wurde in den Kyffhäuserbund eingegliedert. Dieses Schicksal erfuhren fast alle Vereine zu dieser Zeit. Während des Zweiten Weltkrieges war fast keine Vereinstätigkeit möglich, letztendlich kam sie schließlich zum Erliegen. Erst im Jahr 1953 wurde durch den damaligen Bürgermeister Carl Steinmeier das Vereinsleben wieder aktiviert und der Verein neu gegründet. 29 Männer trafen sich am 25. Juli 1953 beim Hohenbrunner Neuwirt und unterschrieben den Beitritt zur Krieger- und Soldatenkameradschaft Hohenbrunn.

### Schützengesellschaft Gemütlichkeit Hohenbrunn
Die Schützengesellschaft wurde 1884 gegründet.

## Persönlichkeiten
- Sighart Fischer, Physiker, ab 1974 ordentlicher Professor für Theoretische Physik an der TU München, lebte in Ottobrunn-Riemerling in der Hohenbrunner Straße.